# Günter Jacob (Fußballspieler)
Günter Jacob (* 11. Mai 1942) ist ein deutscher ehemaliger Fußballspieler, der in den 1960er-Jahren für die Betriebssportgemeinschaft (BSG) Motor Zwickau in der DDR-Oberliga, der höchsten Liga im DDR-Fußball, spielte.

## Sportliche Laufbahn
Seine ersten Fußballspiele im Männerbereich bestritt Günter Jacob 1960 für die BSG Lokomotive Weimar in der zweitklassigen DDR-Liga. In der letztmals ausgetragenen Kalenderjahrsaison kam er erstmals am 16. Spieltag in der Begegnung Motor Bautzen – BSG Lok (3:1) zum Einsatz, als er in der 58. Minute eingewechselt wurde. Danach wurde er regelmäßig über die volle Spieldauer als halbrechter Stürmer in den restlichen zehn Ligaspielen aufgeboten. Sein erstes Ligator erzielte Jacob am 19. Spieltag beim 2:1-Heimsieg über Chemie Wolfen. Seine Mannschaft musste am Saisonende in die drittklassige II. DDR-Liga absteigen. Mit Günter Jacob und einer Namensänderung in Motor 1948 im Laufe der Spielzeit gelang 1961/62 umgehend der Wiederaufstieg. In seiner zweiten DDR-Liga-Saison 1962/63 bestritt Jacob 20 der 26 Ligaspiele, in denen er hauptsächlich als Mittelstürmer eingesetzt wurde und zu fünf Torerfolgen kam.
Zur Saison 1963/64 wechselte Jacob zum Oberligisten Motor Zwickau. Dort erkämpfte er sich einen Stammplatz mit 20 Einsätzen bei 26 Oberligaspielen. Als Stürmer auf der rechten Seite erzielte er sieben Tore, von denen jedoch zwei gestrichen wurden, nachdem das 3:0 über Dynamo Berlin wegen des Einsatzes eines nicht spielberechtigten Spielers in ein 0:0 umgewandelt wurde. Unter dem neuen Trainer Horst Oettler kam Jacob 1964/65 nur noch zu fünf Oberligaeinsätzen, zweimal in der Hin- und dreimal in der Rückrunde. Dabei schoss er in jeder Runde ein Tor. 
Anschließend kehrte Jacob wieder zur BSG Motor Weimar in die DDR-Liga zurück. Dort wurde er 1965/66 weiter als Stürmer eingesetzt, allerdings auf unterschiedlichen Positionen. In den 30 Ligaspielen wurde er 22-mal aufgeboten und kam zu fünf Toren. Seine letzte Fußballsaison im höherklassigen Fußball bestritt Günter Jacob 1966/67, in der er von den 30 Ligaspielen nur noch zwölf Partien absolvierte. 